# Pinito de Cnosos
Pinito de Cnosos, nacido en Grecia, fue obispo de Cnosos, Creta en el siglo II. 
No se conoce mucho de su vida, pero lo que se conoce se debe a San Eusebio de Cesarea, que dijo de él que era uno de los escritores litúrgicos más importantes de su tiempo.
Pinito estuvo en contacto con Dionisio de Corinto, con el que tenía desacuerdos. Dionisio, al parecer, escribió a Pinito pidiéndole que no pusiera el yugo de la continencia demasiado firme entre los hermanos, sino que considerara la debilidad de la mayoría. Pero Pinito ni se inmutó por este consejo y respondió a Dionisio que enviara carne más sólida la próxima vez, ya que su pueblo no puede crecer con leche para bebés.
La visión de Pinito influenció en la visión monástica. De todas maneras, Eusebio lo alaba por su ortodoxia y su preocupación por el bien de los que le estaban encomendados, su erudición e inteligencia de las cosas divinas.